# 郑州外国语学校

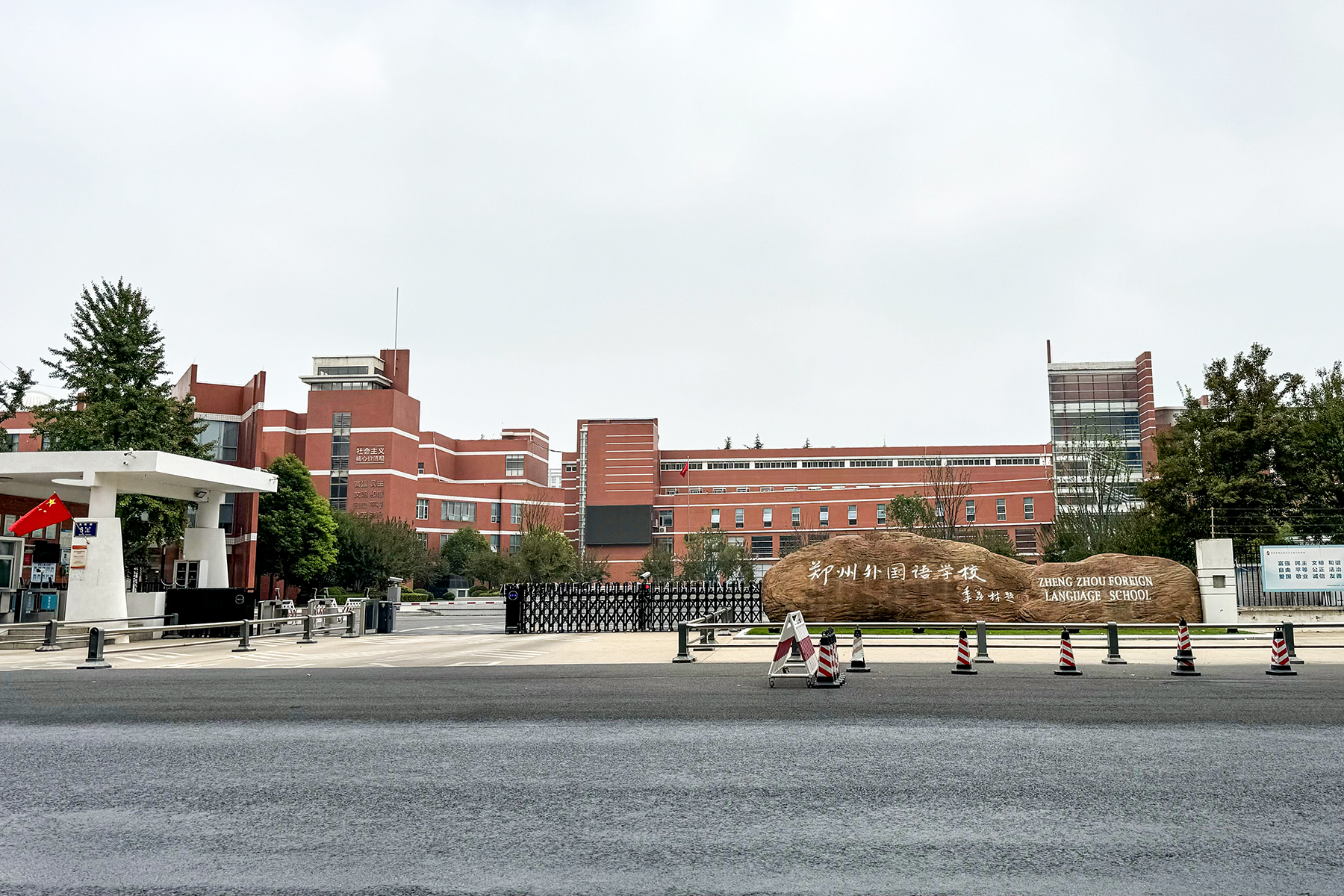
郑州外国语学校大门

郑州外国语学校，简称郑外，原名郑州市外国语中学，是郑州市教育局直属中学。郑州外国语学校位于郑州高新技术产业开发区枫杨街6号，系河南省首批示范性高中，教育部首批确定的全国十三所具有保送生资格的外国语学校之一，国家科教合作促进高中科技后备人才培养项目实验学校。
郑州外国语学校的现任校长为王晓强，就任于2023年7月。

## 历史沿革
学校于1983年建校，建制为完全中学，地址在陇海西路65号。上世纪九十年代末，郑外把办学目标确定为“文理兼长，外语突出，全面发展”。2001年作为郑州市重点工程，学校高中部外迁至高新区枫杨街新址，建设成为寄宿制高中，陇海路校区成为初中部。2004年，在学生平均分班的基础上，根据学生兴趣，开始了理科实验班的尝试。2009年，提出“中西文化融合、智慧人格并重，本土情怀与国际视野兼备的高素质预备人才”的培养目标。

## 办学条件

### 硬件设施
郑外拥有省级示范性实验室，标准400米塑胶跑道的体育场，现代化的体育馆，郑州外国语学校在河南省属于设施齐全、设备一流的现代化窗口学校。学校位于郑州市高新技术开发区，占地164.7亩，建筑面积60000平方米。郑州外国语学校是寄宿制学校，宿舍每间6个床位，内有空调和暖气。

### 师资力量
学校的特级教师，国家级骨干教师，省专家，省学科带头人，省骨干教师，省优秀教师，市拔尖人才，国家、省优质课一等奖教师，数、理、化、生国家级奥赛教练员，高级教师，省市教研室学科中心组成员占高中任课教师总数的70%，河南省“百千万工程”中首批确定的72名省级教育教学专家，我校有7名；郑州市“名师”我校多达26人、郑州市10名首届杰出教师中我校有2人；省教研室学科中心组成员中我校有11人。上述各项人数之多、覆盖学科之广均居全省各学校之首。

### 办学规模
学校现有48个班级，在校学生2800余人。郑州外国语学校国际部设有中美AP国际课程班、中英A-Level国际课程班、中澳VEC国际课程班。

## 办学成果
郑州外国语学校的中招录取分数线连续九年为郑州市最高。2014年至2020年的统录分数线分别为613分、635分、652分、655分、652分、654分、561分。
2018年，郑州外国语学校分校郑州外国语新枫杨学校学生社团PPE社团（政哲经社）成立。
位列2015中国高中百强榜第17位。 郑州外国语学校在2016年中国内地高中美国留学排行榜上位居第十七。 2018年，郑外国际部毕业学生中，哈佛、牛津、剑桥均有录取，其中宗泽泓同学为河南首位被哈佛大学录取的高中毕业生。

## 学校文化[12]

### 办学特色
文理兼长、外语突出、全面发展

### 培养目标
中西文化融合、智慧人格并重，本土情怀与国际视野兼备的高素质人才

### 校风
团结、求实、创新、奉献

### 学风
自信、勤勉、善悟、探究

### 教风
爱生、善导、严谨、致远

## 脚注
1. ↑  郑州外国语学校为高中本部的名称，其初中部名称为郑州外国语中学，初中部分校名称为郑州实验外国语中学、郑州枫杨外国语学校、郑州东枫外国语学校、平原外国语学校和郑州高新区朗悦慧外国语中学，高中部分校名称为郑州外国语学校新枫杨学校。